# Hololepta palisoti
Hololepta palisoti är en skalbaggsart som beskrevs av Miłosz A. Mazur 1972. Hololepta palisoti ingår i släktet Hololepta och familjen stumpbaggar. Inga underarter finns listade i Catalogue of Life.